# 彭希鄭
彭希鄭（1764年—1831年7月29日），字會英，號葦間、雅田，又號武陵退叟，江蘇蘇州府長洲縣人，祖籍江西臨江府清江縣（今樟樹市），清朝政治人物。

## 生平
乾隆五十四年（1789年）己酉科三甲第十五名進士。授禮部祠祭司主事，升禮部儀制司郎中，調禮部主客司郎中，嘉慶二十四年（1819年）出為常德府知府，護岳常澧道，道光十一年（1831年）卒。